# 이슬못

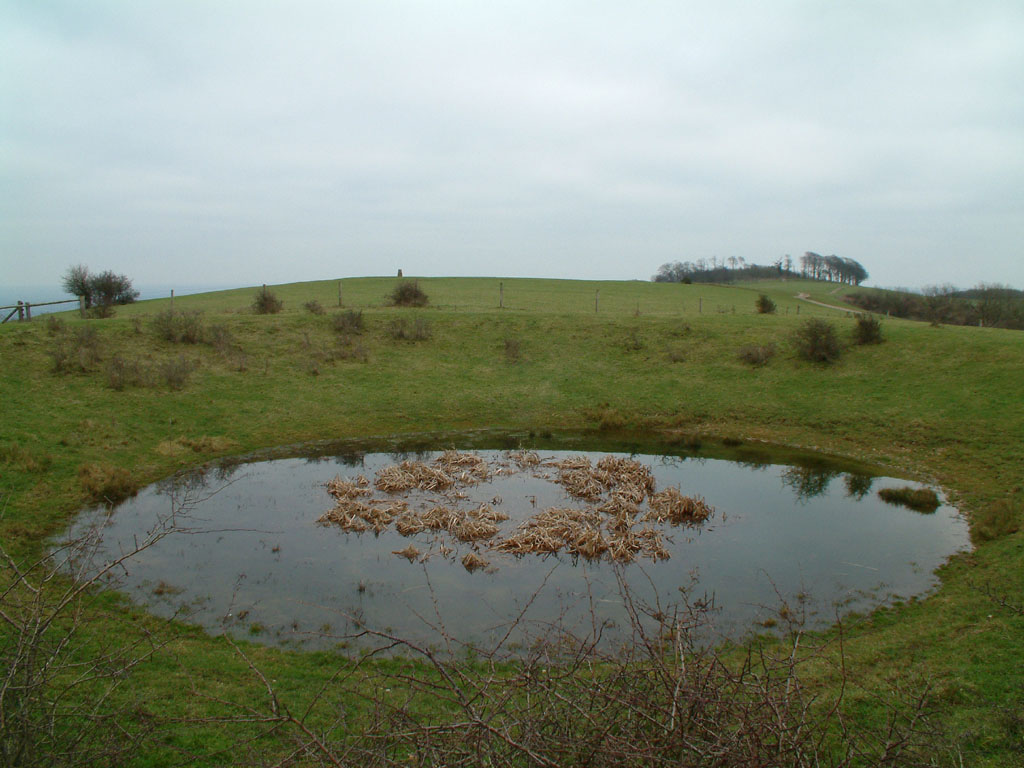
서섹스 서부의 챈톤버리 링 근처의, 저지대 이슬못의 전형적인 예시.

이슬못은 가축들에게 물을 제공하기 위해, 대개 언덕의 정상에 위치한 인공적인 연못이다. 이슬못은 자연적인 지표수의 공급이 용이하지 않은 곳에서 사용된다. 이름 이슬못dew pond (때로 구름못cloud pond이나 안개못mist pond이라 불렸다) 은 1865년에 Journal of the Royal Agricultural Society에서 처음으로 찾아볼 수 있다. 이러한 이름에도 불구하고, 물은 이슬이나 안개보다는 주로 비를 통해 공급된다고 여겨진다.

## 건설

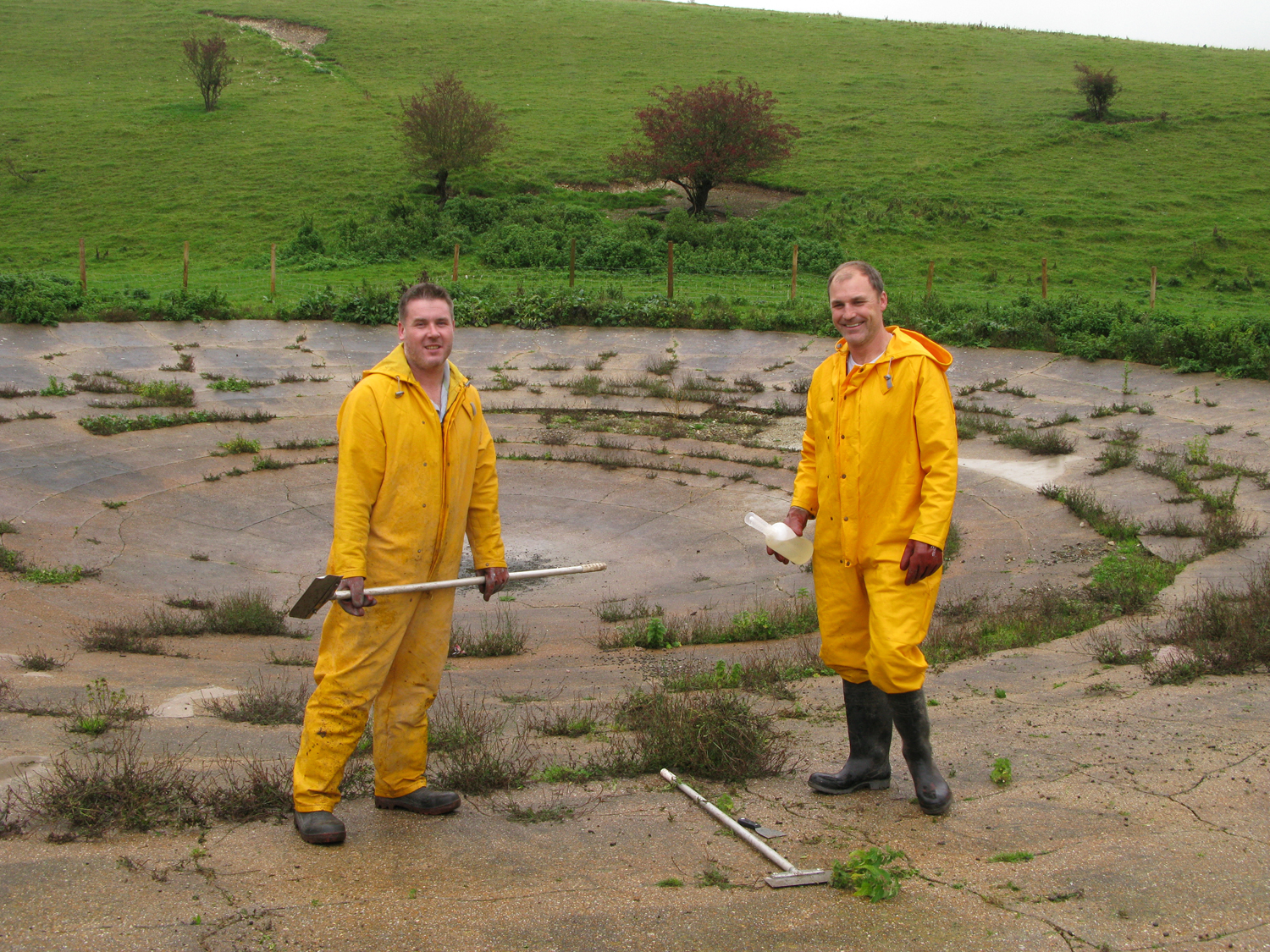
영국 서섹스 옥스테들 바텀에 위치한, 수리를 필요로 하는 포틀랜드 시멘트로 지은 이슬못의 현대적인 예시.

이슬못은 대개 움푹 파인 접시 모양이며, 백악질, 또는 석회질의 바닥층 위의 단열 갈대층에 이겨진 점토, 백악, 또는 백회토로 복공된다. 지렁이가 위로 파고들어가는 본능에 따라 점토를 재빠르게 다공성으로 만드는 것을 막기 위해, 검댕층이 포함되거나 석회가 점토에 섞일 수 있다. 진흙은 흔히 햇빛에 갈라지는 걸 막기 위해 갈대로 덮이며 양이나 소가 발굽으로 복공층을 망치는 것을 막기 위해 백악 무더기나 부서진 암석으로 마지막 층을 씌운다.

백악질 물웅덩이를 사용하는 기반층의 건설법은 1907년 12월 14일에 The Field에 묘사되었다. 1850년에 태어난 서섹스의 농부는 어떻게 그와 그의 조상이 이슬못을 만들었는지에 대해 말한다.
| “ | 필요한 구덩이가 파내지고, 백악이 층층이 깔리고, 무겁고 바퀴 넓은 수레를 끄는 황소떼가 백악을 곱게 갈기 위해 컵 모양의 구덩이를 돌고 또 돌았다. 작업이 진행된 뒤에 물이 뿌려졌고, 이 작업을 거의 하룻동안 하고 나면, 그 결과로 생긴, 빽빽한 크림만큼 질척임이 적어진, 이겨진 백악의 덩어리는 가운데부터 삽등을 이용해 평평하게 다듬어지고, 작업을 거친 표면은 유리의 표면에 견줄 수 있을 정도로 매끈해진다. 서리나 거센 비가 없었다면 석고는 며칠 뒤에 시멘트만큼 단단해지고, 물을 보충해줄 필요 없이 몇 년을 버틴다. 이슬 연못을 만드는 이러한 오래된 방식은 황소 떼가 서섹스 힐에서 사라졌을 때 사라진 것처럼 보이지만, 대부분이 수리 없이 사용할 수 있는 상태로 오랜 세월을 버텨온 좀 더 오래된 연못들은 포틀랜드 시멘트를 사용한 좀 더 현대적인 연못보다도 방수가 더 잘 된다. | ” |

연못의 온도가 낮은 상태로 유지된다면, 주된 수분 손실의 요인인 증발이 크게 감소하여서 수집한 빗물을 유지할 것이다. 연구자 에드워드 마틴에 따르면, 이러한 특성은 연못을 시원한 공기가 고이는 경향이 있는 움푹 들어간 지형에 설치하거나, 주변의 풀을 길게 유지하여 복사냉각을 극대화시켜 획득할 수 있다. 웅덩이의 수면이 충분히 냉각되면서, 습한 공기가 표면에 형성되어 증발을 제한하는 경향을 보인다.

## 역사

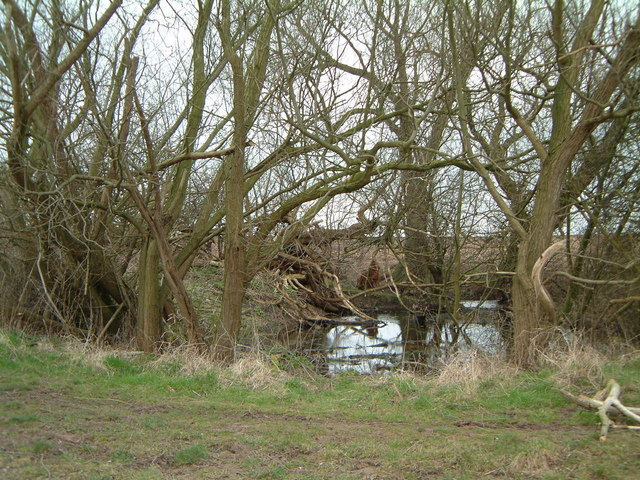
노팅엄샤이어 웨스트 리크의 언덕의 이슬못.

이슬연못의 신비는 많은 역사가들과 과학자들의 흥미를 끌어왔지만, 최근까지도 초기의 기원에 대해서는 합의된 점이 거의 없었다. 이슬연못을 만드는 기술은 키플링이 푸크 언덕의 요정에서 우리에게 말해주었듯이 초창기 때부터 이해되었다고 널리 여겨졌다. 두 개의 챈톤버리 언덕의 이슬연못은 근방에서 발굴된 수석재 도구에서 다른 오래된 흙작업에 이르기까지, 신석기 시대에 이를 만큼 오래되었다. 경관고고학 또한 근처의 (아마도 남아있는 청동기 후기 건축물보다 오래된) 산채의 거주자들이 가죽에게 물을 먹이기 위해 이슬못을 사용했다는 것을 입증하는 것으로 보였다. 윌트샤이어 출신의 고고학자 모드 커닝턴의 좀더 범상한 접근은, 선사적인 기원을 배제하지 않으면서도 이러한 증거들의 긍정적인 해석을 "상상의 나래" 이상이 아니라고 언급했다. 하지만 윌트샤이어의 하나 이상의 이슬연못을 위한, 유물에 대한 강력한 주장이 만들어질 수 있다: 825년의 토지증서는 윌트샤이어 밀크 힐에 위치한 옥슨미어Oxenmere (북위 51° 22′ 33″ 서경 1° 50′ 54″ / 북위 51.375960°  서경 1.848221° )를 언급하면서, 이슬못이 색슨인의 시기에 사용되었다는 것을 보여주었다. 18세기 중반부터 19세기 중반까지 진행된 의회의 인클로저 법은 전통적인 가축 음용수를 얻을 수 있는 방식이 막혀서, 많은 고지대의 연못이 만들어지도록 했다. 자연주의자 길버트 화이트는 예년보다 긴 여름의 가뭄 기간에 그의 고향 햄프셔 셀본 위의 저지대의 인공 연못이 양떼를 부양함에도 불구하고 물을 보유하고 있었지만, 계곡 밑의 더 큰 연못은 말라붙었다고 적었다. 나중에 행해진 연구는 이슬이 형성되기 쉬운 밤에 일반적으로 수면이 2~3인치 정도 상승될 수 있다는 것이 입증되었다.
이슬못의 보충의 의미에도 논란이 있었다. 물의 원천을 밝히기 위해 1885년에 행해진 실험은 이슬이 공기의 축축함에서 오는 게 아니라 응결이 일어나는 장소 밑의 땅의 습기에서 직접적으로 형성된다는 것을 발견했다. 그래서 이슬은 보충의 원천에서 배제되었다. 다른 과학자들은 1885년의 실험이 지푸라기의 단열 효과와 축축한 점토의 냉각 효과를 고려하는 데 실패했다고 지적했다. 이 모든 효과는 연못을 주변의 지면보다 차갑게 하여 습기의 불균형한 부분을 응축시킬 수 있다. 이 결론은 1930년에 물의 비열용량이 땅의 비열용량보다 몇 배나 크기 때문에 여름에 연못보다는 그 주위에 응축현상이 일어나는 경향이 있다는 것이 지적됨으로써 반증되었다.  결론적으로, 결정적인 요인은 연못 자체를 넘어 뻗어있는 접시 모양의 분지의 범위다. 큰 분지는 연못이 자체적으로 모을 수 있는 물보다 더 많은 비를 모을 것이다.
이슬못은 여전히 잉글랜드 남부의 저지대, 더비셔 주 북부, 스태퍼드셔무얼랜즈, 노팅엄셔 주에서 흔히 사용된다.

## 이슬 생산의 측정
독일 슐레스비히홀슈타인 아이더슈테트 반도에 있는 포펜불의 헬름플릿 이슬못에서 증발과 응축에 대한 현장 관리가 행해진다. 이러한 이유로 브록캄프, 베르너 (1970) 이후 기후학적인 측정 도구와 부유하는 증발 팬이 사용되었다. 이러한 측정방식은 온도의 변화와 기상 상태에 기반한 이슬 형성을 측정한다. 헬름플릿 이슬연못은 습지의 물 공급의 한 부분을 이루며, 오늘날까지 사용된다.

## 역사적인 이슬못의 재현
2014년에 동프리슬란트에 있는 이슬못을 재건하면서 전통적인 기술이 현대적인 건설 자재를 사용하여 입증되었다. 이러한 맥락 속에서 다양한 기술들이 두 개의 구덩이에 시도되었다. 상업적으로 이용가능한 PVC 막이 밀폐와, 단열을 위한 발포 유리 자갈에 사용되었다. 건설은 장인들과, 워너와 콜드웨이에 의한 기후학적인 분석에 의해 진행되었다.

## 이슬못에 대한 문화적인 언급
전래동요 잭 앤 질은 우물보다는 언덕의 정상에 위치한 이슬못을 의미할지도 모른다.

## 같이 보기
- 공기 우물
- 빗물 집수

### 기사
- Dew Ponds to the rescue
- Topline information about Wiltshire dew ponds 보관됨 2009-10-28 - 웨이백 머신
- Article about dew ponds in Ascension Island

### 이미지
- Dew pond images at Geograph

### 이슬못 건설법
- Catch and Collect the Dew in a Pond, Simple instructions on how to build a dew pond.

## 참고 문헌
- Blundell, E (1909). 〈Dewponds〉. 《Standard Encyclopedia of Modern Agriculture》.
- Allcroft, A. Hadrian (1908). 《Earthwork of England, Chapter 8, Dewponds》. Macmillan. 265–286쪽.
- Clutterbuck, J.C.  1865  vol. 1 pp.  (1865). “Prize Essay on Water Supply”. 《Journal of the Royal Agricultural Society of England》. 1 2nd series: 271–287.
- Martin, Edward Alfred (1915). 《Dew-ponds: history, observation, and experiment》. London: Werner Laurie. OCLC 505154175. (Note: link is 1907 ed.)

- Johnson, Walter (1908). 《Folk-memory: or, The continuity of British archaeology》. Oxford: Oxford. 295–318쪽.

### 언론 기사
- Beckett & Dufton (1935년 5월 11일). “Collection of Dew on Roofs”. 《Nature》 135 (3419): 798–9. doi:10.1038/135798b0.
- Walford, E. (October 1924). “The Great Dewpond Myth”. 《Discovery》 V: 245.

### 특정 지역의 이슬못
- Allcroft, A. Hadrian (1924). 《Downland Pathways》. Methuen.
- Wills, Barclay (1989). 《The Downland Shepherds》. Alan Sutton.
- Farey, John (1811). 《General View of Agriculture and Minerals of Derbyshire》.
- Pope, A. (1912). 《Some Dewponds in Dorset, Dorset County》. Chronicle Office.
- Brentnall & Carter (1932). 《The Marlborough County》. Oxford University Press. 57, 58쪽.
- Becket, Arthur (1949). 《The Spirit of the Downs》 8판. Methuen.
- 《Sussex Geology》. Arthur & Co. 1932.

## 추가 자료
- Sharan, Girja (2006). 《Dew harvest : to supplement drinking water sources in arid coastal belt of Kutch》. New Delhi, Ahmedabad: Centre for Environment Education, Foundation Books.
- Pugsley, Alfred John (1939). 《Dewponds in fable and fact,》. London: Country Life Ltd.
- Hubbard, Arthur John; George Hubbard (1905). 《Neolithic dew-ponds and cattle-ways》. Longmans, Green and Co.
- Cox, Evelyn Cox (1978). 《The Great Drought of 1976》. Hutchinson, Readers Union Group.